# Lugalbanda i bergsgrottan
Lugalbanda i bergsgrottan, eller "Lugalbanda i vildmarken" som den även kallas, är en sumerisk historia som verkar tillhöra berättelserna om Enmerkar, kung av Uruk och hans konflikt med Aratta. 
Berättelsen anses utgöra del tre av fyra och följs av Lugalbanda och Anzu-fågeln. Berättelsen handlar om händelser om "skedde för länge sedan" och den tros ha skapats cirka 2000 år f.Kr. Lertavlor med berättelsen har återfunnits i södra Irak och framförallt kring utgrävningarna av staden Nippur. De tros ha varit en del av studielitteraturen vid sumeriska skriftskolor under den äldre Babylonska eran (2000 till 1700 år f.Kr.). 

## Sammanfattning
Kung Enmerkar av Uruk vill erövra Aratta och samlar ihop sin arme. Han beger sig i dess spets mot Aratta som beskrivs som "liggande i det östra höglandet". Bland soldaterna finns Lugalbanda som under resans gång blir mycket sjuk och därmed lämnas av sina bröder i en bergsgrotta för att dö, de ger honom dock lite mat och dryck om det skulle visa sig att han skulle bli bättre. Lugalbanda ligger sjuk i grottan i två dagar och ber under tiden till guden Shamash, gudinnan Inanna och guden Nanna, och dessa helar honom till slut från hans sjukdom. Några dagar senare vandrar Lugalbanda i vildmarken och lyckas fånga en vild tjur samt två vildgetter och lägger sig sedan för att sova. I sömnen får han en dröm som säger åt honom att offra djuren till gudarna och när han vaknar så gör han det. 
Resten av texten är i för dåligt skick för att tyda och de rester som finns är svåra att förstå. De verkar dock antyda att gudarna trots sin godhet och helande kraft har en mörkare sida.

## Övrigt
Enligt Sumeriska kungalistan skall Lugalbanda ha varit Enmerkars son. I historierna om Lugalbanda framgår detta dock inte. I berättelserna verkar han enbart ha varit en krigare under Enmerkar.